# بابلو لارا
بابلو لارا هو رباع كوبي، ولد في 30 مايو 1968 في سانتا كلارا في كوبا.

## وصلات خارجية
- بابلو لارا على موقع مشروع نتائج رفع الأثقال الدولية (الإنجليزية)
- بابلو لارا على موقع IAT Database Weightlifting (الألمانية)
- بابلو لارا على موقع اللجنة الأولمبية الدولية (الإنجليزية)
- بابلو لارا على موقع أوليمبيديا (الإنجليزية)